# Anderson Luis da Silva (Fußballspieler, 1972)
1. WEITERLEITUNG Anderson Batatais